# Première Division 1916-1917 (Lussemburgo)
La Première Division 1916-1917 è stata la 7ª edizione del massimo campionato lussemburghese di calcio. La stagione è iniziata il 25 agosto 1916 ed è terminata il 23 febbraio 1917. La squadra US Hollerich Bonnevoie ha vinto il titolo per la quarta volta nella sua storia.

## Formula
2 punti alla vittoria, un punto al pareggio, nessun punto alla sconfitta.
Le 6 squadre partecipanti si affrontano in un girone di andata e ritorno, per un totale di 10 giornate.

L'ultime classificata retrocede direttamente in 2. Division.

## Classifica finale
|                        | Pos. | Squadra               | Pt | G  | V  | N | P | GF | GS | DR  |
| ---------------------- | ---- | --------------------- | -- | -- | -- | - | - | -- | -- | --- |
| Lussemburgo (bandiera) | 1.   | Hollerich Bonnevoie   | 20 | 10 | 10 | 0 | 0 | 33 | 10 | +23 |
|                        | 2.   | Fola Esch             | 12 | 10 | 6  | 0 | 4 | 23 | 16 | +7  |
|                        | 3.   | Racing Club Luxemburg | 8  | 10 | 3  | 2 | 5 | 20 | 23 | -3  |
|                        | 4.   | Sporting Luxembourg   | 8  | 10 | 3  | 2 | 5 | 24 | 29 | -5  |
|                        | 5.   | Young Boys Diekirch   | 6  | 10 | 2  | 2 | 6 | 14 | 28 | -14 |
|                        | 6.   | Jeunesse Esch         | 6  | 10 | 3  | 0 | 7 | 18 | 26 | -8  |

- Jeunesse Esch retrocede a causa dei confronti diretti (due sconfitte) contro Young Boys Diekirch

Legenda:

      Campione del Lussemburgo 1916-1917

      Retrocessa in 2. Division 1917-1918

### Tabellone
|                       | FOL | JEU | HOL | RAC | SPO | YOU |
| Fola Esch             |     | 0-3 | 0-3 | 3-2 | 4-5 | 4-0 |
| Jeunesse Esch         | 1-2 |     | 0-1 | 5-1 | 3-1 | 1-3 |
| Hollerich Bonnevoie   | 2-1 | 6-2 |     | 3-1 | 3-1 | 4-1 |
| Racing Club Luxemburg | 0-1 | 3-1 | 1-2 |     | 2-2 | 2-0 |
| Sporting Luxembourg   | 0-5 | 3-2 | 1-4 | 4-6 |     | 7-0 |
| Young Boys Diekirch   | 0-3 | 6-0 | 0-1 | 2-2 | 0-0 |     |